# Exército búlgaro medieval
O exército búlgaro medieval foi o principal órgão militar do Primeiro e Segundo Império Búlgaro. Durante as primeiras décadas após a fundação do país, o exército consistia de cavalaria protobúlgara e infantaria eslava. O núcleo do exército era a cavalaria pesada, cujo número era de 12 000 e 30 000 cavaleiros fortemente armados. Em seu apogeu, nos séculos IX e X, foi uma das mais formidáveis forças militares na Europa e era temida por seus inimigos.